# Sunchales
Sunchales è una città della provincia di Santa Fe in Argentina, di circa 18 000 abitanti.

## Geografia
Sunchales è situata nella Pampa settentrionale, a 135 km a nord-ovest dalla capitale provinciale Santa Fe e a 270 km a nord-ovest da Rosario.

## Storia
Il forte di Sunchales, o de Los Sunchales, sede all'epoca di una guarnigione, venne fondato l'11 aprile 1796 lungo la via che univa il porto di Buenos Aires alle miniere dell'Alto Perù. Attorno alla fortificazione sorse un piccolo centro abitato la cui sopravvivenza venne messa ben presto a dura prova dagli attacchi dei nativi. Durante la guerra d'indipendenza argentina il fortino venne attaccato e distrutto dagli indigeni. La zona tornò a ripopolarsi solo negli anni sessanta e settanta del XIX secolo, sebbene tuttavia le difficili condizioni ambientali e gli attacchi dei nativi rendessero molto difficoltosa la creazione di un insediamento stabile. La maggior parte di questi primi colonizzatori proveniva dall'Italia settentrionale (Piemonte in particolare) ed in misura minore dalla Svizzera, dal Belgio, dalla Spagna, dalla Gran Bretagna e dalla Francia. Nel 1884 giunse a Sunchales un numeroso gruppo di famiglie di coloni, tutti italiani e spagnoli, che diede il via definitivo alla nascita della moderna Sunchales. Su iniziativa di un medico, Carlos Christiani, venne favorito l'arrivo di nuovi coloni e lavoratori grazie anche all'apertura della ferrovia proveniente da Rosario. Il 30 marzo 1889 venne istituito il comune di Sunchales. Nel 1891 venne creata la prima Società di mutua assistenza fra i numerosi immigrati, oggi conosciuta con il nome di Sociedad italiana Alfredo Capellini e nel 1908, un giornalista italiano, Fernando Dentesano, fondò il primo giornale della cittadina: El Eco.

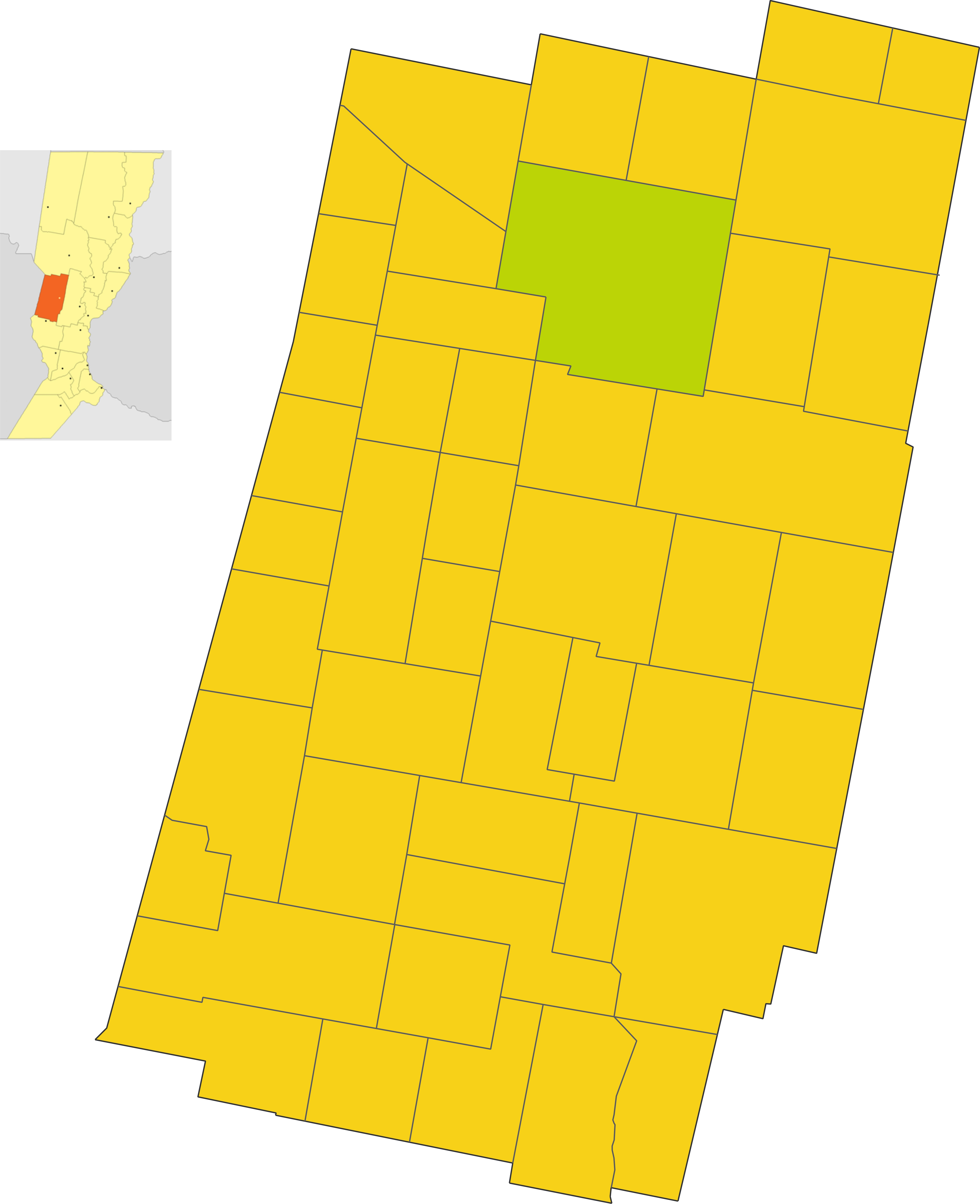
Mappa del municipio di Sunchales

## Economia
La città si trova nella cosiddetta Pampa húmeda (Pampa umida), una fra le più fertili regioni d'Argentina, ed ha sempre avuto una forte vocazione agricola e agropecuaria. A Sunchales sono presenti i principali stabilimenti di imbottigliamento della SanCor, una cooperativa che rappresenta una delle principali industrie di latte e derivati d'Argentina. Lo storico radicamento del movimento cooperativo nella zona ha fatto si che Sunchales venisse proclamata capitale della cooperazione (festeggiamenti il primo sabato di luglio). Per fomentare la creazione di nuove imprese è stata aperta ultimamente un'Área Municipal de Promoción Industrial con ampi spazi e servizi di ogni tipo.

## Sport
A Sunchales sono attive due società sportive, il Club Deportivo Libertad, nota principalmente per la sua sezione cestistica, ed il Club Atlético Unión.

## Infrastrutture e trasporti
Sunchales sorge su una delle principali arterie di comunicazione dell'Argentina, la strada nazionale 34, che unisce Rosario alle province nord-occidentali di Tucumán, Salta e Jujuy.

### Ferrovie
Sunchales è una stazione della ferrovia General Bartolomé Mitre che unisce Buenos Aires a Tucumán.

## Gemellaggio
- Rivarolo Canavese, dal 2000